# Hoplolabis machidai
Hoplolabis machidai là một loài ruồi trong họ Limoniidae. Chúng phân bố ở miền Cổ bắc.